# Métro léger de Tunis
Le métro léger de Tunis (arabe : المترو الخفيف لمدينة تونس) est un moyen de transport ferroviaire public implanté dans l'agglomération de Tunis depuis 1985.
Il s'agit d'un métro léger, forme intermédiaire entre le métro et le tramway, puisque les rames circulent à travers la ville sur un site propre en extérieur avec exceptionnellement une circulation souterraine au passage des grands nœuds de circulation.
Le métro léger est géré par la Société des transports de Tunis, aussi connue par le nom commercial de Transtu, entreprise publique de transport née en 2003 de la fusion entre la Société du métro léger de Tunis (SMLT fondée en 1981) et la Société nationale de transports (SNT fondée en 1963).

## Historique

### Construction des lignes
Le début des travaux de la ligne 1 commencés en 1981 s'achèvent avec la mise en service de la ligne (vers Ben Arous) en octobre 1985. La réalisation de la connexion entre des lignes d'autobus et la ligne 1 à la station d'El Ouardia intervient un an plus tard, en 1986.

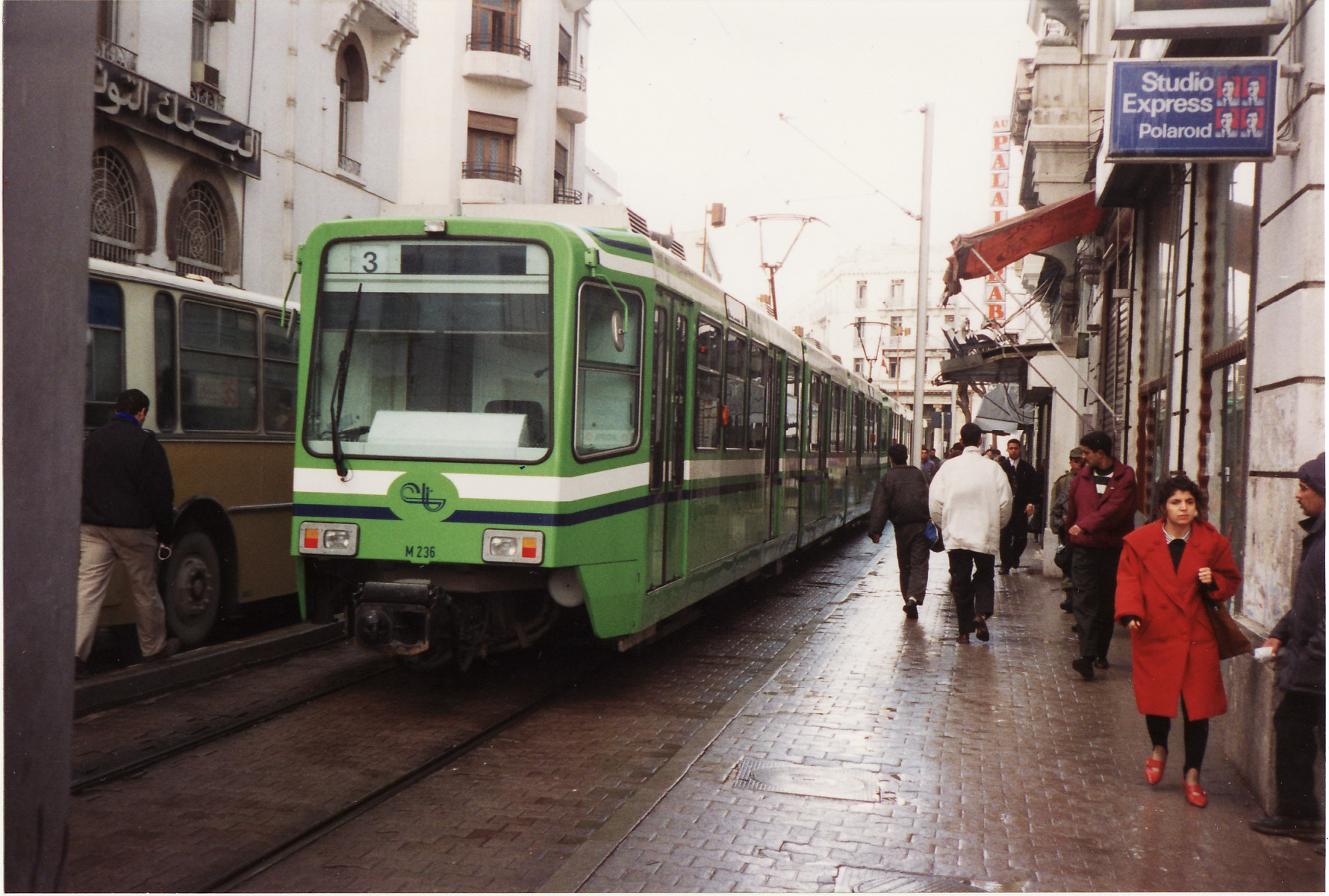
Rame Siemens en 1994.

Les mises en service des autres lignes ont lieu quelques années après : la 2 (nord) en 1989, la 3 (ouest) et la 4 (vers Le Bardo) en 1990, la ligne 5 (nord-ouest) en 1992. Certaines lignes sont prolongées comme la ligne 3 en 1992 et la ligne 4 vers Den Den en 1997. La création de la Société des transports de Tunis par fusion de la SMLT et de la SNT intervient en 2003.
Le 12 novembre 2008, la nouvelle ligne 6 — longue de 6,8 kilomètres et desservant onze gares entre la place de Barcelone à El Mourouj 4 — entre en service après des travaux entamés en 2005 et une mise en exploitation le 11 août 2008 d'un premier tronçon jusqu'à El Mourouj 2. Le 2 octobre 2007 débutent également les travaux d'extension de la ligne 4, soit 5,2 kilomètres en direction de l'Université de La Manouba ; c'est le 10 décembre 2009 que la ligne est finalement inaugurée, avec un retard d'un mois et demi par rapport aux délais prévus.

### Projet annulé
Par ailleurs, dans le cadre du onzième plan quinquennal (2007-2011), des projets d'extension du réseau vers les quartiers d'El Menzah, d'Ennasr voire vers les villes de la banlieue (Le Kram, Aïn Zaghouan, Sidi Daoud et Bhar Lazrak) sont envisagés.

## Matériel
En 2016, 134 rames Siemens sont en service, toutes livrées entre 1984 et 1997. Les rames sont constituées de deux voitures. Chaque élément est caractérisé par :
- des essieux de type Bo-2-2-Bo ;
- des moteurs 2 x 240 kW ;
- un poids de 40,3 tonnes ;
- une longueur de 30 mètres pour une largeur de 2,47 mètres.

Les rames sont de couleur verte rayées d'une ligne blanche en leur milieu. Certaines sont le support de publicités.
| Image | Série              | Constructeur   | Utilisation | Nombre de rames | Longueur | Véhicules par rame | Ligne |
| ----- | ------------------ | -------------- | ----------- | --------------- | -------- | ------------------ | ----- |
|       | Essieux (Bo-2--Bo) | Siemens        | depuis 1985 | 134             | 30 m     | 2                  |       |
|       | Citadis 402        | Alstom Citadis | depuis 2004 | 39              | 64 m     | 2                  |       |

En 2004, un accord est conclu au niveau des gouvernements français et tunisien pour l'acquisition de trente nouvelles rames de type Citadis. Construit par l'entreprise Alstom, chaque convoi d'une longueur de 64 mètres et d'une largeur de 2,4 mètres comporte deux voitures pouvant accueillir chacune 58 personnes assises et jusqu'à 208 personnes debout. À la fin de cette livraison, dont le coût est estimé à 40,9 millions d'euros, le parc de Transtu est doté de 55 nouvelles rames de métro.
Les premières rames sont mises en circulation le 17 septembre 2007. 39 circulent sur le réseau en 2016.

## Réseau actuel

### Présentation du réseau
Le réseau du métro léger est constitué de six lignes couvrant 45,2 kilomètres et 66 stations, faisant du métro tunisois le métro léger le plus grand d'Afrique au niveau de la longueur du réseau et du nombre de lignes. La ligne 1 est la plus courte avec onze stations uniquement, alors que la ligne 4 est la plus longue avec vingt stations. En 2017, la Société des transports de Tunis annonce la suppression de la station Habib-Thameur à la suite d'un incendie qui détruit le point de vente de tickets.

### Lignes en service
| Ligne | Parcours                          | Mise en service | Dernier prolongement | Longueur en km | Nombre de stations | Matériel |
| ----- | --------------------------------- | --------------- | -------------------- | -------------- | ------------------ | -------- |
|       | Place de Barcelone ↔ Ben Arous    | 1985            | 1986                 | 6              | 11                 | Siemens  |
|       | Place de la République ↔ L'Ariana | 1989            | 1989                 | 6,2            | 12                 | Siemens  |
|       | Tunis Marine ↔ Ibn Khaldoun       | 1990            | 1992                 | 6,5            | 13                 | Siemens  |
|       | Place de Barcelone ↔ Kheireddine  | 1990            | 2009                 | 10             | 20                 | Siemens  |
|       | Place de Barcelone ↔ Intilaka     | 1992            | 1992                 | 7,1            | 14                 | Citadis  |
|       | Tunis Marine ↔ El Mourouj 4       | 2008            | 2008                 | 9,5            | 18                 | Citadis  |

### Stations des lignes
| Symbole | Signification              |
| ------- | -------------------------- |
| ■       | Début et fin de la ligne   |
| •       | Station                    |
|         | Parc relais                |
| TGM     | Ligne Tunis-Goulette-Marsa |
| GT      | Gare de Tunis              |

#### Ligne 1
| Ligne |   | Stations              | Coordonnées géographiques    | Délégation     | P+R | Correspondances |
| ----- | - | --------------------- | ---------------------------- | -------------- | --- | --------------- |
|       | ■ | Place de Barcelone    | 36° 47′ 46″ N, 10° 10′ 50″ E | Bab El Bhar    |     | + GT            |
|       | • | Bab Alioua            | 36° 47′ 09″ N, 10° 10′ 47″ E | Sidi El Béchir |     |                 |
|       | • | Mohamed-Manachou      | 36° 46′ 56″ N, 10° 10′ 47″ E | Sidi El Béchir |     |                 |
|       | • | 13-Août               | 36° 46′ 30″ N, 10° 10′ 45″ E | Sidi El Béchir |     |                 |
|       | • | Mohamed Ali           | 36° 46′ 04″ N, 10° 11′ 02″ E | El Ouardia     |     |                 |
|       | • | El Kabaria            | 36° 45′ 35″ N, 10° 11′ 26″ E | El Kabaria     |     |                 |
|       | • | Ibn Sina              | 36° 45′ 15″ N, 10° 11′ 38″ E | El Kabaria     |     |                 |
|       | • | El Ouardia VI         | 36° 45′ 15″ N, 10° 11′ 57″ E | El Kabaria     |     |                 |
|       | • | Cité Ennour           | 36° 45′ 05″ N, 10° 12′ 17″ E | El Kabaria     |     |                 |
|       | • | Abou El Kacem Echebbi | 36° 45′ 09″ N, 10° 12′ 53″ E | Ben Arous      |     |                 |
|       | ■ | Ben Arous             | 36° 45′ 20″ N, 10° 13′ 13″ E | Ben Arous      |     |                 |

#### Ligne 2
| Ligne |   | Stations                    | Coordonnées géographiques    | Délégation                 | P+R | Correspondances |
| ----- | - | --------------------------- | ---------------------------- | -------------------------- | --- | --------------- |
|       | ■ | Place de la République      | 36° 48′ 23″ N, 10° 10′ 51″ E | Bab El Bhar                |     |                 |
|       | • | Nelson-Mandela              | 36° 48′ 40″ N, 10° 10′ 57″ E | Bab El Bhar                |     |                 |
|       | • | Mohammed-V                  | 36° 48′ 57″ N, 10° 11′ 00″ E | Bab El Bhar                |     |                 |
|       | • | Palestine                   | 36° 49′ 09″ N, 10° 10′ 52″ E | Cité El Khadra             |     |                 |
|       | • | Les Jardins                 | 36° 49′ 24″ N, 10° 11′ 08″ E | Cité El Khadra             |     |                 |
|       | • | Cité El Khadra              | 36° 49′ 45″ N, 10° 11′ 25″ E | Cité El Khadra             |     |                 |
|       | • | La Jeunesse                 | 36° 50′ 00″ N, 10° 10′ 58″ E | Cité El Khadra             |     |                 |
|       | • | Cité sportive               | 36° 50′ 19″ N, 10° 10′ 55″ E | Cité El Khadra / El Menzah |     |                 |
|       | • | 10-Décembre-1984            | 36° 50′ 40″ N, 10° 11′ 04″ E | Cité El Khadra             |     |                 |
|       | • | Cité des sciences (El Fell) | 36° 50′ 49″ N, 10° 11′ 33″ E | Cité El Khadra             |     |                 |
|       | • | L'indépendance              | 36° 51′ 16″ N, 10° 11′ 45″ E | Ariana Ville               |     |                 |
|       | ■ | Ariana                      | 36° 51′ 35″ N, 10° 11′ 51″ E | Ariana Ville               |     |                 |

#### Ligne 3
| Ligne |   | Stations               | Coordonnées géographiques    | Délégation                      | P+R | Correspondances |
| ----- | - | ---------------------- | ---------------------------- | ------------------------------- | --- | --------------- |
|       | ■ | Tunis Marine           | 36° 48′ 00″ N, 10° 11′ 34″ E | Bab El Bhar                     |     | + TGM           |
|       | • | Farhat-Hached          | 36° 47′ 52″ N, 10° 11′ 10″ E | Bab El Bhar                     |     |                 |
|       | ■ | Place de Barcelone     | 36° 47′ 46″ N, 10° 10′ 50″ E | Bab El Bhar                     |     | + GT            |
|       | • | Habib-Thameur          | Arrêts Non Desservis (2019)  | Bab El Bhar                     |     |                 |
|       | • | Place de la République | 36° 48′ 23″ N, 10° 10′ 51″ E | Bab El Bhar                     |     |                 |
|       | • | Bab El Khadra          | 36° 48′ 37″ N, 10° 10′ 21″ E | Bab Souika                      |     |                 |
|       | • | Bab Laassal            | 36° 48′ 48″ N, 10° 10′ 05″ E | Bab Souika / El Omrane          |     |                 |
|       | • | Bab Saadoun            | 36° 48′ 35″ N, 10° 09′ 43″ E | Bab Souika / El Omrane          |     |                 |
|       | • | Meftah Sâadallah       | 36° 48′ 47″ N, 10° 09′ 23″ E | El Omrane                       |     |                 |
|       | • | Rommana                | 36° 49′ 25″ N, 10° 09′ 03″ E | El Omrane                       |     |                 |
|       | • | Campus                 | 36° 49′ 34″ N, 10° 08′ 38″ E | El Omrane / El Omrane supérieur |     |                 |
|       | • | 14-Janvier 2011        | 36° 49′ 22″ N, 10° 08′ 24″ E | El Omrane / El Omrane supérieur |     |                 |
|       | • | Les Jasmins            | 36° 49′ 33″ N, 10° 08′ 05″ E | Ettahrir / El Omrane supérieur  |     |                 |
|       | ■ | Ibn Khaldoun           | 36° 49′ 51″ N, 10° 08′ 03″ E | El Omrane supérieur             |     |                 |

#### Ligne 4
| Ligne |   | Stations               | Coordonnées géographiques    | Délégation             | P+R | Correspondances |
| ----- | - | ---------------------- | ---------------------------- | ---------------------- | --- | --------------- |
|       | ■ | Place de Barcelone     | 36° 47′ 46″ N, 10° 10′ 50″ E | Bab El Bhar            |     | + GT            |
|       | • | Habib-Thameur          | Arrêts Non Desservis (2019)  | Bab El Bhar            |     |                 |
|       | ■ | Place de la République | 36° 48′ 23″ N, 10° 10′ 51″ E | Bab El Bhar            |     |                 |
|       | • | Bab El Khadra          | 36° 48′ 37″ N, 10° 10′ 21″ E | Bab Souika             |     |                 |
|       | • | Bab Laassal            | 36° 48′ 48″ N, 10° 10′ 05″ E | Bab Souika / El Omrane |     |                 |
|       | • | Bab Saadoun            | 36° 48′ 35″ N, 10° 09′ 43″ E | Bab Souika / El Omrane |     |                 |
|       | • | Bouchoucha             | 36° 48′ 33″ N, 10° 08′ 56″ E | Bab Souika / Le Bardo  |     |                 |
|       | • | 20-Mars                | 36° 48′ 30″ N, 10° 08′ 34″ E | Le Bardo               |     |                 |
|       | • | Bardo                  | 36° 48′ 26″ N, 10° 08′ 07″ E | Le Bardo               |     |                 |
|       | • | Essaidia               | 36° 48′ 19″ N, 10° 07′ 36″ E | Le Bardo               |     |                 |
|       | • | Khaznadar              | 36° 48′ 15″ N, 10° 07′ 18″ E | Le Bardo               |     |                 |
|       | • | L'Artisanat            | 36° 48′ 10″ N, 10° 06′ 58″ E | La Manouba             |     |                 |
|       | • | Den Den                | 36° 48′ 08″ N, 10° 06′ 39″ E | La Manouba             |     |                 |
|       | • | Manouba                | 36° 48′ 08″ N, 10° 06′ 09″ E | La Manouba             |     |                 |
|       | • | Slimane-Kahia          | 36° 48′ 12″ N, 10° 05′ 57″ E | La Manouba             |     | Parc relais     |
|       | • | Moncef-Bey             | 36° 48′ 19″ N, 10° 05′ 26″ E | La Manouba             |     |                 |
|       | • | Aboubaker El Razi      | 36° 48′ 27″ N, 10° 04′ 57″ E | La Manouba             |     |                 |
|       | • | Le Pôle technologique  | 36° 48′ 33″ N, 10° 04′ 32″ E | La Manouba             |     |                 |
|       | • | Ksar El Warda          | 36° 48′ 37″ N, 10° 04′ 05″ E | La Manouba             |     |                 |
|       | • | Le Campus              | 36° 48′ 47″ N, 10° 03′ 43″ E | La Manouba             |     |                 |
|       | ■ | Kheireddine            | 36° 48′ 55″ N, 10° 03′ 24″ E | La Manouba             |     | Parc relais     |

#### Ligne 5
| Ligne |   | Stations               | Coordonnées géographiques    | Délégation                       | Correspondances |
| ----- | - | ---------------------- | ---------------------------- | -------------------------------- | --------------- |
|       | ■ | Place de Barcelone     | 36° 47′ 46″ N, 10° 10′ 50″ E | Bab El Bhar                      | + GT            |
|       | • | Habib-Thameur          | Arrêts Non Desservis (2019)  | Bab El Bhar                      |                 |
|       | ■ | Place de la République | 36° 48′ 23″ N, 10° 10′ 51″ E | Bab El Bhar                      |                 |
|       | • | Bab El Khadra          | 36° 48′ 37″ N, 10° 10′ 21″ E | Bab Souika                       |                 |
|       | • | Bab Laassal            | 36° 48′ 48″ N, 10° 10′ 05″ E | Bab Souika / El Omrane           |                 |
|       | • | Bab Saadoun            | 36° 48′ 35″ N, 10° 09′ 43″ E | Bab Souika / El Omrane           |                 |
|       | • | Meftah Sâadallah       | 36° 48′ 47″ N, 10° 09′ 23″ E | El Omrane                        |                 |
|       | • | Rommana                | 36° 49′ 25″ N, 10° 09′ 03″ E | El Omrane                        |                 |
|       | • | Campus                 | 36° 49′ 34″ N, 10° 08′ 38″ E | El Omrane / El Omrane supérieur  |                 |
|       | • | 14-Janvier 2011        | 36° 49′ 22″ N, 10° 08′ 24″ E | El Omrane / El Omrane supérieur  |                 |
|       | • | Les Jasmins            | 36° 49′ 33″ N, 10° 08′ 05″ E | Ettahrir / El Omrane supérieur   |                 |
|       | • | Ettahrir               | 36° 49′ 45″ N, 10° 07′ 43″ E | Ettahrir / El Omrane supérieur   |                 |
|       | • | Omrane supérieur       | 36° 49′ 50″ N, 10° 07′ 26″ E | Ettahrir / El Omrane supérieur   |                 |
|       | • | Ettadhamen             | 36° 50′ 09″ N, 10° 07′ 04″ E | Ettahrir / Ettadhamen            |                 |
|       | ■ | Intilaka               | 36° 50′ 21″ N, 10° 07′ 01″ E | El Omrane supérieur / Ettadhamen |                 |

#### Ligne 6
| Ligne |   | Stations           | Coordonnées géographiques    | Délégation     | Correspondances |
| ----- | - | ------------------ | ---------------------------- | -------------- | --------------- |
|       | ■ | Tunis Marine       | 36° 48′ 00″ N, 10° 11′ 34″ E | Bab El Bhar    | + TGM           |
|       | • | Farhat-Hached      | 36° 47′ 52″ N, 10° 11′ 10″ E | Bab El Bhar    |                 |
|       | ■ | Place de Barcelone | 36° 47′ 46″ N, 10° 10′ 50″ E | Bab El Bhar    | + GT            |
|       | • | Bab Alioua         | 36° 47′ 09″ N, 10° 10′ 47″ E | Sidi El Béchir |                 |
|       | • | Mohamed-Manachou   | 36° 46′ 56″ N, 10° 10′ 47″ E | Sidi El Béchir |                 |
|       | • | 13-Août            | 36° 46′ 30″ N, 10° 10′ 45″ E | Sidi El Béchir |                 |
|       | • | Mohamed-Ali        | 36° 46′ 04″ N, 10° 11′ 02″ E | El Ouardia     |                 |
|       | • | Tahar-Haddad       | 36° 45′ 39″ N, 10° 11′ 13″ E | El Kabaria     |                 |
|       | • | Ghazeli            | 36° 45′ 17″ N, 10° 11′ 16″ E | El Kabaria     |                 |
|       | • | Cité municipale    | 36° 44′ 54″ N, 10° 11′ 20″ E | El Kabaria     |                 |
|       | • | Ennesri            | 36° 44′ 42″ N, 10° 11′ 25″ E | El Kabaria     |                 |
|       | • | El Montazah        | 36° 44′ 34″ N, 10° 11′ 37″ E | El Kabaria     | Parc relais     |
|       | • | El Mourouj 2       | 36° 44′ 32″ N, 10° 11′ 52″ E | El Kabaria     |                 |
|       | • | El Mourouj 1       | 36° 44′ 18″ N, 10° 12′ 24″ E | El Mourouj     |                 |
|       | • | Environnement      | 36° 43′ 59″ N, 10° 12′ 37″ E | El Mourouj     |                 |
|       | • | El Mourouj 3       | 36° 43′ 43″ N, 10° 12′ 39″ E | El Mourouj     |                 |
|       | • | Martyrs            | 36° 43′ 25″ N, 10° 12′ 43″ E | El Mourouj     |                 |
|       | ■ | El Mourouj 4       | 36° 43′ 11″ N, 10° 12′ 59″ E | El Mourouj     |                 |

## Informations pratiques

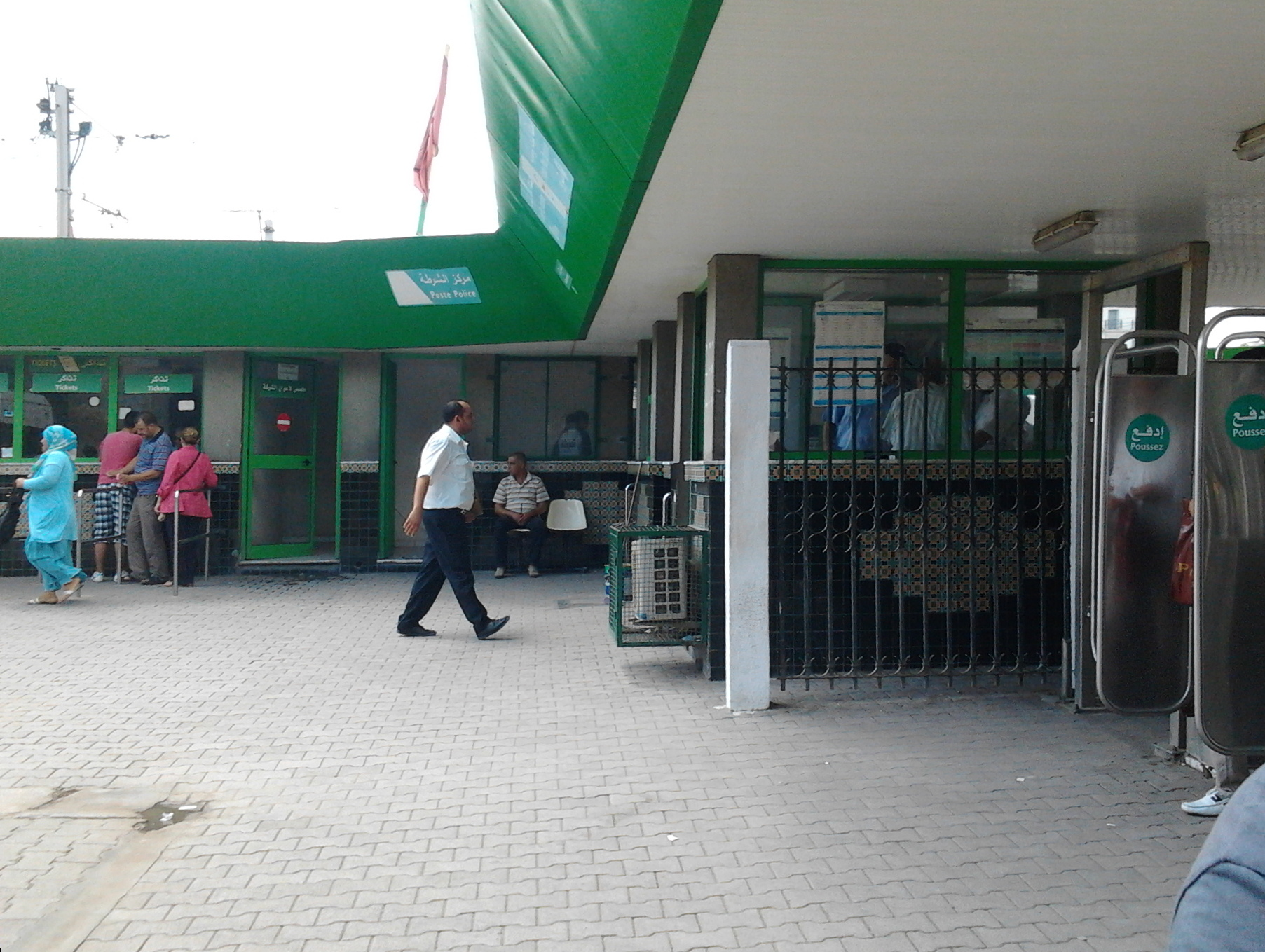
Billetterie à la station de la place de Barcelone.

Le métro léger fonctionne de 3 h à minuit. L'achat de tickets de transport peut se faire à l'unité, par carnet, auprès de guichets dans les stations (dans les rames pour le service de nuit), ou par abonnement (possibilité d'achat en ligne sur Internet).
La tarification est faite en fonction de la distance parcourue et varie selon le nombre de sections (une à huit) du trajet. En 2016, un ticket couvrant une section coûte 320 millimes et un ticket couvrant huit sections 1,550 dinars. En 2022, les tickets coûtent respectivement 500 millimes (zone 1), 1 dinar (zone 2) et 1,500 dinar (zone 3). Il existe également des tickets à tarifs réduits qui coûtent 250 millimes (zone 1), 500 millimes (zone 2) et 750 millimes (zone 3).
La fréquence de passage des rames est théoriquement, en heure de pointe, de six à huit minutes et de douze minutes durant le reste du service.